# Jurij Gazinskij
Jurij Aleksandrovitj Gazinskij (ryska: Юрий Александрович Газинский), född 20 juli 1989 i Komsomolsk-na-Amure, är en rysk fotbollsspelare som spelar för FK Krasnodar. Han representerar även Rysslands fotbollslandslag.